# Jerzy Szczęsny
Jerzy Szczęsny (ur. 1936, zm. 19 kwietnia 2023) – polski inżynier, dr hab., profesor Politechniki Krakowskiej.

## Życiorys
Stopień doktora habilitowanego nauk technicznych uzyskał w 1994 r. na podstawie pracy zatytułowanej Metodyka oceny warunków budowy systemów hydrotechnicznych. Był profesorem nadzwyczajnym w Instytucie Inżynierii i Gospodarki Wodnej na Wydziale Inżynierii Środowiska Politechniki Krakowskiej.
Należał do Sekcji Budownictwa, Inżynierii Lądowej i Wodnej przy Komisji Nauk Technicznych Polskiej Akademii Umiejętności, był też członkiem honorowym Komisji Gospodarki Wodnej przy Oddziale Polskiej Akademii Nauk w Krakowie.